# كيبل هاركورت بارنارد
كيبل هاركورت بارنارد (بالإنجليزية: Keppel Harcourt Barnard)‏ هو عالم أسماك جنوب أفريقي، ولد في 31 مارس 1887 في لندن في المملكة المتحدة، وتوفي في 22 سبتمبر 1964 في كيب تاون في جنوب أفريقيا.